# Гана Ліброва
Гана Ліброва (до шлюбу Нечутова; нар. 26 листопада 1943, Брно) — чеська вчена, біологиня, соціологиня й екологиня. Спеціалізується на екологічному контексті способу життя та способі життя вирішення екологічних проблем. За її власними словами, великий вплив на неї мала Мілена Рихновська. Є сестрою філологині-класикині Яни Нечутової. Одружена, має доньку.

## Життєпис
У 1967 році закінчила біологію на факультеті природничих наук Університету Є. Є. Пуркіне в Брно (згодом Університет Масарика) і працювала в Альгологічній лабораторії Інституту мікробіології Чехословацької академії наук у Тршебоні. З 1968 року працювала на кафедрі соціології факультету мистецтв УЄП. Була залучена до Екологічної секції Біологічного Товариства Чехословацької Академії Наук, в якій сформувалася ідейна екологічна опозиція. Тут вона познайомилася з Бедржихом Молданом, Йозефом Ваврошеком, Емілем Гадачем, Вацлавом Мезржицьким чи Ігорем Міхалом.
Професор соціології з 1997 року. У 1998 році заснувала напрямок екологічних гуманітарних наук, а згодом у 1999 році — кафедру екологічних досліджень факультету соціальних досліджень Університету Масарика, яку очолювала до 2003 року.
У 1998 році Фонд «Хартія 77» присудив їй премію Йозефа Вавроушека. У 2004 році отримала премію міністра охорони довкілля за все життя науково-дослідницьку та популяризаторську роботу у сфері екологічно чистого способу життя. Свої популяризаційні зусилля вона присвячує переважно журналам Respekt, Vesmír та Sedmá generace. 
У 2009 році Гана Ліброва отримала медаль Міністерства освіти 1- го ступеня, а в 2010 році була номінована на премію імені Міледі Павлової. У 2004 році вона була номінована на нагороду Голови Грантового агентства Чеської Республіки за вирішення дослідницького проєкту «Сталий спосіб життя» як маргінального та перспективного явища.
Входить до вченої ради факультету суспільних досліджень та факультету мистецтв Університету Масарика, є головою галузевого комітету в галузі екологічної гуманітарної науки. Також, наприклад, входить до почесної ради Товариства сталого життя.

## Публікації

### Книги
- Sociální potřeba a hodnota krajiny. Brno: Spisy FF UJEP, 1987. — 135 s.
- Láska ke krajině?. — Brno: Blok, 1988. — 168 s.
- Pestří a zelení. Kapitoly o dobrovolné skromnosti. — Brno: Hnutí Duha a Veronica, 1994. — 218 s. ISBN 80-85368-18-8.
- Vlažní a váhaví: Kapitoly o ekologickém luxusu. — Brno: Doplněk, 2003. — 320 s. ISBN 80-7239-149-6.
- Věrní a rozumní: kapitoly o ekologické zpozdilosti. — Brno: Munipress, 2016. — 328 s. ISBN 978-80-210-8454-4 (váz.), ISBN 978-80-210-8412-4 (brož.). (spoluautoři: Vojtěch Pelikán, Lucie Galčanová, Lukáš Kala).

### Статті
- The Disparate Roots of Voluntary Modesty. Environmental values. — 1999. — No. 3. — pp. 369—379. —ISSN 0963-2719
- Proč chráníme přírodu?: Dvakrát na obhajobu ochránců přírody [Архівовано 4 червня 2009 у Wayback Machine.]. — Vesmír, 2005, č. 3. — s. 171—177. — ISSN 1214-4029.

### Довідка
1. 1 2 3 4 5 6 7  Чеська національна авторитетна база даних
2. ↑  Encyklopedie dějin města Brna — 2004.
3. 1 2  The Fine Art Archive — 2003.
4. 1 2 3 4 5 6 7  Masaryk University Information System
5. ↑  Osobnosti ekovýchovy [Архівовано 10 липня 2020 у Wayback Machine.], виданий у 2011 році Міністерством охорони навколишнього середовища
6. ↑  Český literární kánon po roce 1989 - podzimní literární příloha A2. www.advojka.cz. Процитовано 4 липня 2024.
7. ↑  Seznam článků Hany Librové [Архівовано 26 серпня 2009 у Wayback Machine.] у журналі Respekt

### Зовнішні посилання
- Повідомлення від Хани Ліброви [Архівовано 8 липня 2018 у Wayback Machine.] — шоу Чеського телебачення
- Шукаю гідний спосіб життя [Архівовано 7 жовтня 2018 у Wayback Machine.] — інтерв'ю з Ханою Лібровою в журналі Sedmá generace 12/2003
- Я підходжу до природи з глибоким жалем [Архівовано 7 жовтня 2018 у Wayback Machine.] — свіже інтерв'ю з Ханою Лібровою в журналі Sedmá generace 1/2007
- Хана Ліброва у виданні « [Архівовано 10 липня 2020 у Wayback Machine.] Особливості екоосвіти», опублікованому в 2011 році Мінприроди